# Vinegar Syndrome
Vinegar Syndrome és una empresa de distribució de vídeo domèstic estatunidenca especialitzada en "protegir i preservar pel·lícules de gènere". L'empresa es va fundar el 2012 a Bridgeport (Connecticut) per Joe Rubin i Ryan Emerson, que la van crear per restaurar i distribuir pel·lícules perdudes o no disponibles. Des de llavors, el seu catàleg s'ha ampliat per incloure altres tipus de pel·lícules de culte i pel·lícules d'explotació, incloses les pel·lícules de terror i les pel·lícules d'acció.
Vinegar Syndrome s'ha comparat amb the Criterion Collection per la seva importància en la "preservació de mitjans físics i pel·lícules", a més d'aconseguir elogis per les ofertes de vídeos domèstics d'alta qualitat.
El setembre de 2021 Vinegar Syndrome va anunciar la creació de Vinegar Syndrome Pictures (VSP), una submarca dedicada a la producció i distribució de pel·lícules. La primera pel·lícula estrenada sota la bandera de VSP va ser New York Ninja, que es va rodar el 1984 i es va abandonar fins que Vinegar Syndrome va adquirir el metratge. Sense tenir accés a l'àudio ni al guió original, Vinegar Syndrome va restaurar i reconstruir la pel·lícula, afegint música i un nou diàleg doblat.

## Història

### 2012–13: primers anys
Vinegar Syndrome, anomenada així per la l'olor àcida de la pel·lícula deteriorada, va ser fundada el 2012 per Joe Rubin i Ryan Emerson. L'empresa es va fundar per restaurar i distribuir pel·lícules classificades X des dels anys 60 fins als 80, incloses les pel·lícules pornogràfiques que s'han publicat durant l'Edat d'Or del Porno, als mitjans domèstics. Rubin i Emerson van emfatitzar que la companyia no forma part de la indústria del sexe, amb Rubin assenyalant que opten per restaurar les pel·lícules que consideren que "aporten valor", i afirmant: "Som arxivers de cinema que ens centrem a preservar les pel·lícules de sexe". Les tres primeres pel·lícules llançades en DVD i Blu-ray per Vinegar Syndrome eren dirigides per Herschell Gordon Lewis—Ecstasies of Women, Linda and Abilene (ambdues del 1969), i Black Love (1971). Abans es pensava que era perdudes, es van estrenar el 2013 en una caixa titulada "The Lost Films of Herschell Gordon Lewis". Des d'aquest llançament de debut, el catàleg de Vinegar Syndrome s'ha ampliat per incloure pel·lícules de culte i d'explotació en diversos gèneres, com ara terror i acció.

### 2015–18: empreses de serveis de streaming
L'any 2015, Vinegar Syndrome va començar a desenvolupar un servei de transmissió d'estil VOD basat en subscripció anomenat Skinaflix, descrit per Rubin com "Netflix per pel·lícules sexuals, però comissariat per cinéfils". Finançat per una campanya d'Indiegogo, el servei estava pensat inicialment per oferir pel·lícules de sexplotació i altres obres classificades X, però el seu catàleg es va ampliar per incloure pel·lícules de altres gèneres abans del seu llançament. A més, el nom del servei es va canviar a VinegarSyndrome.TV i finalment a Exploitation.TV abans del seu llançament. Exploitation.TV es va llançar en línia i al dispositiu Roku el 20 d'agost de 2015. El servei es va suspendre el 31 de juliol de 2018 per tal de permetre que Vinegar Syndrome es concentrés en la seva operació bàsica de restauració i distribució de pel·lícules per a mitjans físics domèstics.

### 2021: Vinegar Syndrome Pictures (VSP)
El setembre de 2021, Vinegar Syndrome va publicar un comunicat de premsa que anunciava l'establiment de Vinegar Syndrome Pictures (VSP), una submarca dedicada a la producció i distribució de pel·lícules. La primera pel·lícula estrenada sota la bandera de VSP va ser New York Ninja, una pel·lícula originalment dirigida i protagonitzada per John Liu. Tot i que es va rodar el 1984, el metratge de New York Ninja es va arxivar quan el distribuïdor original de la pel·lícula va fer fallida i finalment fou adquirit per Vinegar Syndrome. Tot i no tenir accés a cap àudio, storyboards o guions de la producció original, Vinegar Syndrome va reconstruir la pel·lícula utilitzant un nou director, Kurtis M. Spieler, i doblant diàlegs gravats per actors com Don "The Dragon" Wilson, Michael Berryman i Cynthia Rothrock.
La segona pel·lícula estrenada sota la bandera de VSP, en associació amb Magnolia Pictures, va ser la pel·lícula britànica de 2021 Censor, dirigida per Prano Bailey-Bond. Està previst que la preproducció d'un nou llargmetratge de VSP comenci a finals de 2021.

## Formats

### DVD i Blu-ray
Vinegar Syndrome va començar a publicar pel·lícules en DVD i Blu-ray el 2013, començant amb el llançament de la caixa Lost Films of Herschell Gordon Lewis. El 2015, Chris Coffel de Bloody Disgusting va classificar Vinegar Syndrome com una de les cinc millors segells de Blu-ray que llançaven pel·lícules de terror en suport físic, elogiant el sevei d'atenció al client de l'empresa i qualificant la qualitat dels seus llançaments d'"impressionant". El mateix any, Matt Serafini de Dread Central va escriure sobre els llançaments de Vinegar Syndrome: "Vinegar Syndrome només porta en escena uns quants anys, però han demostrat ser una força a tenir en compte.